# Muroto, Kōchi
Muroto (室戸市 Muroto-shi) là một thành phố thuộc tỉnh Kōchi, Nhật Bản.